# Route départementale 1 (Ardennes)
Pour les articles homonymes, voir Route départementale 1.
La route départementale 1, abrégée en D1, est une route départementale des Ardennes qui relie Charleville-Mézières à Rocroi, en passant par Nouzonville, Bogny-sur-Meuse, Monthermé et Revin. 
La D1 suit la vallée de la Meuse sur la majeure partie de son tracé. De ce fait, la route n'est pas toujours l'itinéraire le plus direct entre les villes qu'elle relie. Par exemple, entre Charleville-Mézières et Rocroi, l'autoroute A304 qui traverse le plateau, est beaucoup plus directe. Il en va de même pour les D8043 et D988 entre Charleville-Mézières et Revin et la D989 entre Charleville-Mézières et Monthermé.

## Tracé
- Charleville-Mézières, quartier de La Villette
- Nouzonville
- Bogny-sur-Meuse
- La Vinaigrerie, commune de Bogny-sur-Meuse
- Monthermé, tronc commun avec la D989
- Deville
- Madagascar, commune de Laifour
- Laifour
- Revin, quartier d'Orzy
- Revin, tronc commun avec la D988
- Saint-Nicolas, commune de Rocroi
- Rocroi